# Marcelino Menéndez y Pelayo
 (mars 2023).
Si vous disposez d'ouvrages ou d'articles de référence ou si vous connaissez des sites web de qualité traitant du thème abordé ici, merci de compléter l'article en donnant les références utiles à sa vérifiabilité et en les liant à la section « Notes et références ».
Pour les articles homonymes, voir Menéndez et Pelayo (homonymie).

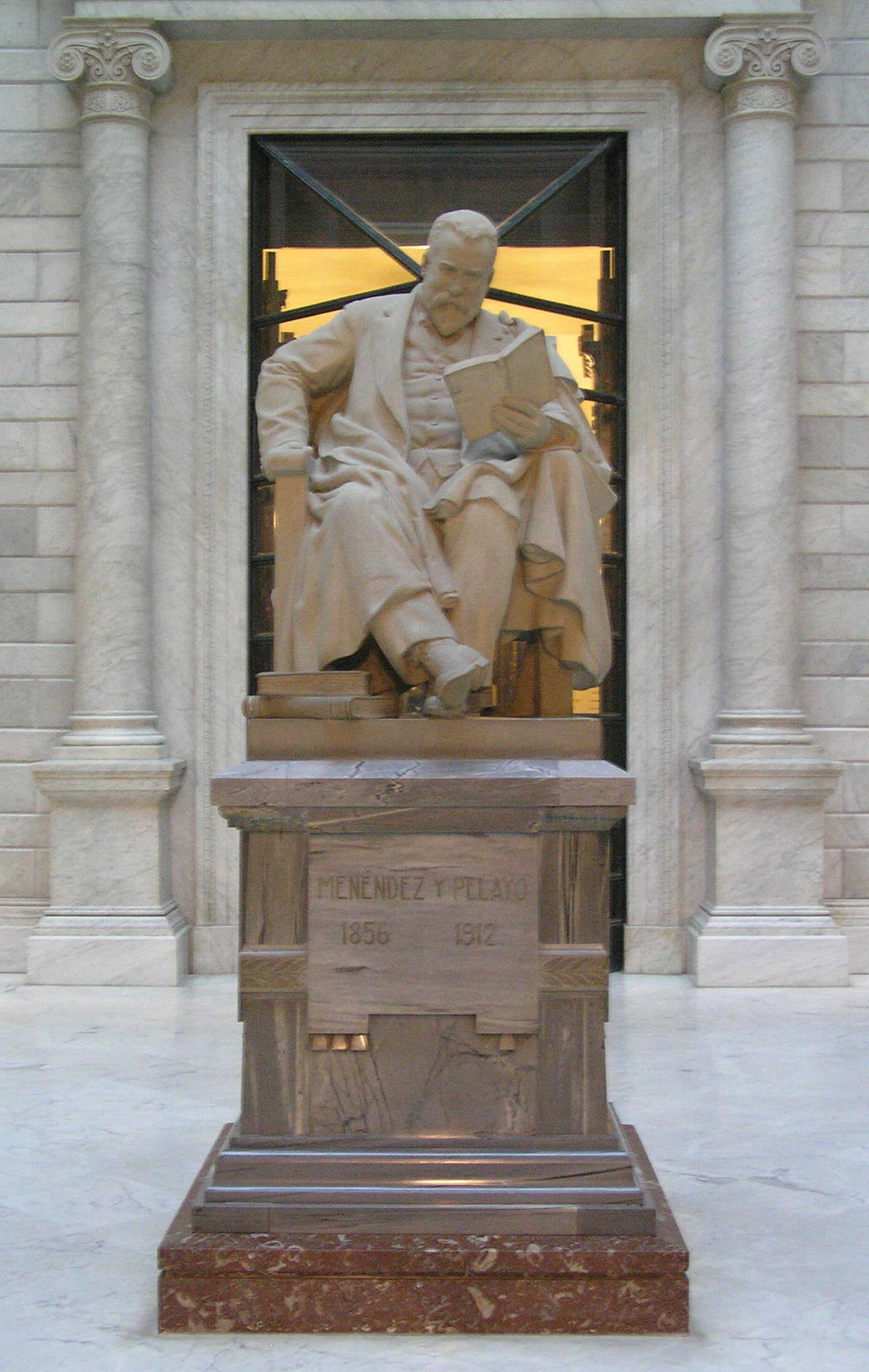
Statue de Marcelino Menéndez Pelayo située dans le vestibule de la Bibliothèque nationale d'Espagne.

Marcelino Menéndez y Pelayo (Santander, 3 novembre 1856 - id. 19 mai 1912), est un polygraphe et érudit espagnol qui s'est principalement consacré à l'histoire des idées, à la critique ou à l'histoire de la littérature hispanophone et à la philologie hispanique en général ; il s'est également intéressé à la poésie, à la traduction et à la philosophie.

## Biographie
Il étudie à l'université de Barcelone de 1871-1873 et y est l'élève de Manuel Milà y Fontanals, puis à Madrid, où l'arbitraire du professeur Nicolás Salmerón - dont on raconte qu'il faisait redoubler ses étudiants sans leur avoir fait passer d'examen - fait de lui un ennemi mortel du krausisme postkantien et de l'hégélianisme en général. Par la suite, à Valladolid, il se lie d'amitié avec l'ultraconservateur Gumersindo Laverde, qui l'éloigna de son libéralisme initial et l'attira vers le parti conservateur le plus radical, celui des Neocatólicos. Il travaille dans différentes bibliothèques au Portugal, en Italie, en France, en Belgique et aux Pays-Bas de 1876 à 1877, avant de devenir professeur à l'université de Madrid en 1878 après avoir passé devant un jury où se trouvait un autre grand critique et érudit, Juan Valera. 
Il devait être reçu plus tard aux soirées de ce dernier. En 1880, il est élu membre de l'Académie royale espagnole, puis député aux Cortes de 1884 à 1892 ; il est nommé pour le prix Nobel en 1905, avant d'être nommé directeur de la Real Academia de la Historia en 1909. Avant de mourir, il revient au libéralisme de sa jeunesse, tout en restant ancré sur des points de vue fermement catholiques, et corrige beaucoup des jugements défavorables qu'il avait émis sur Gaspar Núñez de Arce ou Benito Pérez Galdós, ce dernier devenant même un de ses amis. Il meurt dans sa ville natale, en lui léguant une bibliothèque de 40 000 volumes. C'est son compatriote, le cardinal Ángel Herrera Oria qui se considérait dans une certaine mesure comme son disciple, qui l'a défini sous la forme la plus lapidaire: « Il a consacré sa vie à sa patrie. Il a voulu mettre sa patrie au service de Dieu ».

## Son œuvre
Il a écrit La ciencia española (1876), où il revendique l'existence d'une tradition scientifique en Espagne. Horacio en España (1877) est une analyse des traductions d'Horace dans la littérature espagnole, très en accord avec les goûts classiques de son auteur. Fameuse et non sans raison est son Historia de los heterodoxos españoles (1880-82) où, en suivant le point de vue catholique, il étudie en détail le travail de tous les penseurs et écrivains persécutés par la tradition catholique espagnole, depuis le Moyen Âge jusqu'à la fin du XIXe siècle. Pour la deuxième édition il corrigea certains de ses points de vue, mais non, par exemple, ses commentaires spirituels et ironiques contre les krausistes et les hégéliens, en particulier contre Emilio Castelar. Dans son Historia de las ideas estéticas en España (1883-91), en cinq tomes souvent réactualisés, il explore, résume et réinterprète la bibliographie existante sur l'esthétique littéraire et artistique à différentes époques de la tradition culturelle espagnole.

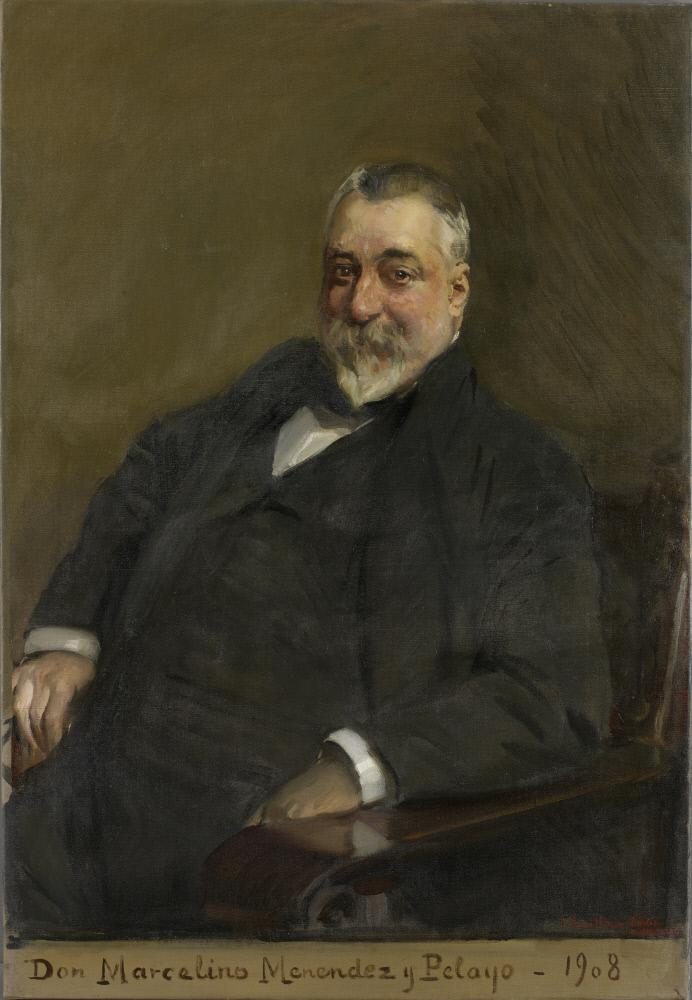
Marcelino Menéndez y Pelayo
Joaquín Sorolla, 1908
The Hispanic Society of America, New York

Menéndez Pelayo entreprit trois longs travaux qui devaient l'occuper presque jusqu'à sa mort. Le premier était la publication des Œuvres de Lope de Vega (1890-1902) en 13 tomes ; le deuxième l'Anthologie des poètes lyriques castillans (1890-1908), en 13 tomes là aussi, consacrés à la poésie médiévale sauf le dernier, consacré à Juan Boscán, et qui, malgré son titre, intègre également la poésie épique et didactique, transformant l'anthologie en une véritable histoire de la poésie castillane au Moyen Âge, comme il l'intitula dans la réimpression de 1911. Le troisième est son étude sur les Origines du roman, en trois tomes publiés en 1905, 1907 et 1910, avec un quatrième tome posthume où il examine les imitations auxquelles a donné lieu au XVIe siècle La Célestine. Simultanément, il publie une Anthologie des poètes hispano-américains (1893-95), 4 tomes qui sont en réalité une Histoire de la poésie hispano-américaine comme il l'intitulera dans la réédition de 1911, étude générale de toute la poésie hispano-américaine qui a servi à réconcilier les anciennes colonies avec la puissance péninsulaire ancienne et en déclin, et il réimprima en 5 tomes ses Études de critique littéraire (1892-1908) et quelques Essais de critique philosophique (1892). Parallèlement, en 1898, il avait été nommé directeur de la Bibliothèque nationale d'Espagne à Madrid.
En 1940, le Conseil supérieur de la recherche scientifique espagnol a publié ses Œuvres complètes, en 65 volumes, qui ne comprennent pas sa correspondance et ses notes. Une édition existe, d'autre part, en CD ; on y trouve, outre ses Œuvres complètes, sa Correspondance et sa Bibliographie.
Doté d'une grande capacité de travail, d'une intelligence remarquable, maîtrisant huit langues anciennes et modernes, possédant une prodigieuse mémoire photographique (il était capable de réciter mot pour mot un livre qu'il venait de lire), il a réalisé dans ses analyses de la forme et du fond de la culture espagnole une identification des racines du caractère espagnol avec la tradition catholique, en particulier celle de l'humaniste Juan Luis Vives, et malgré tout il n'a pas nié, il n'a pas caché, il n'a jamais cessé d'étudier tout ce qu'il y a de peu orthodoxe dans ce qu'a engendré la culture espagnole ni d'évaluer son importance intrinsèque. Comme poète, il se déclare en faveur d'un classicisme archaïque assez peu prisé aujourd'hui.
Parmi ses disciples, on compte Adolfo Bonilla y San Martín, éditeur des Œuvres complètes de Cervantes, entre autres travaux, et le fondateur de la philologie hispanique comme discipline scientifique, Ramón Menéndez Pidal.

## Postérité
Étant donné que depuis sa création en 1940, le prix « Francisco Franco », destiné aux essais d'histoire et politiques n'a finalement été décerné qu'à des essais politiques, un ordre du ministère de l'Information et du Tourisme (es) de 1955 crée le prix « Menéndez Pelayo » pour les essais historiques, ce qui réserve le prix « Francisco Franco » pour le prix des essais politiques.